# Пьоппо, Пьеро
Пьеро Пьоппо (итал. Piero Pioppo; род. 29 сентября 1960, Мессина, Италия) — итальянский прелат и ватиканский дипломат. Титулярный архиепископ Торчелло с 25 января 2010. Апостольский нунций в Камеруне и Экваториальной Гвинее с 25 января 2010 по 8 сентября 2017. Апостольский нунций в Индонезии с 8 сентября 2017.